# パーティー (THE BLUE HEARTSの曲)
「パーティー」は、日本のロックバンド、THE BLUE HEARTSの通算16枚目のシングル。

## 解説
7thアルバム『DUG OUT』からのリカット。
「パーティー」と「チャンス」それぞれのカラオケ入り。
メジャーレーベルから発売されたブルーハーツのシングル曲の中で、最も売り上げ枚数が少ない。

## 収録曲
1. パーティー
（作詞・作曲: 甲本ヒロト）
2. チャンス
（作詞・作曲: 真島昌利）
3. パーティー（ORIGINAL KARAOKE）
4. チャンス（ORIGINAL KARAOKE）